# برايس والتون
برايس والتون (بالإنجليزية: Bryce Walton)‏ هو كاتب للأطفال وكاتب أمريكي، ولد في 31 مايو 1918 في بلايثديل في الولايات المتحدة، وتوفي في 5 فبراير 1988 في فان نويس في الولايات المتحدة.

## وصلات خارجية
- برايس والتون على موقع أرشيف الشارخ.
- برايس والتون على موقع IMDb (الإنجليزية)